# …Where the Shadows Lie
…Where the Shadows Lie är det finska metalbandet Battlelores första album, utgivet 2002. Det är inspelat i Music-Bros Studios hösten 2001.

## Låtlista
1. "Swordmaster" - 5:37
2. "The Grey Wizard" - 4:17
3. "Raging Goblin" - 4:34
4. "Journey to Undying Lands" - 5:50
5. "Shadowgate" - 4:05
6. "Fangorn" - 5:05
7. "The Green Maid" - 3:45
8. "Khazad-Dûm, Part 1 (Ages of Mithril)" - 5:20
9. "Ride With the Dragons" - 8:33